# Kusakabe Kimbei

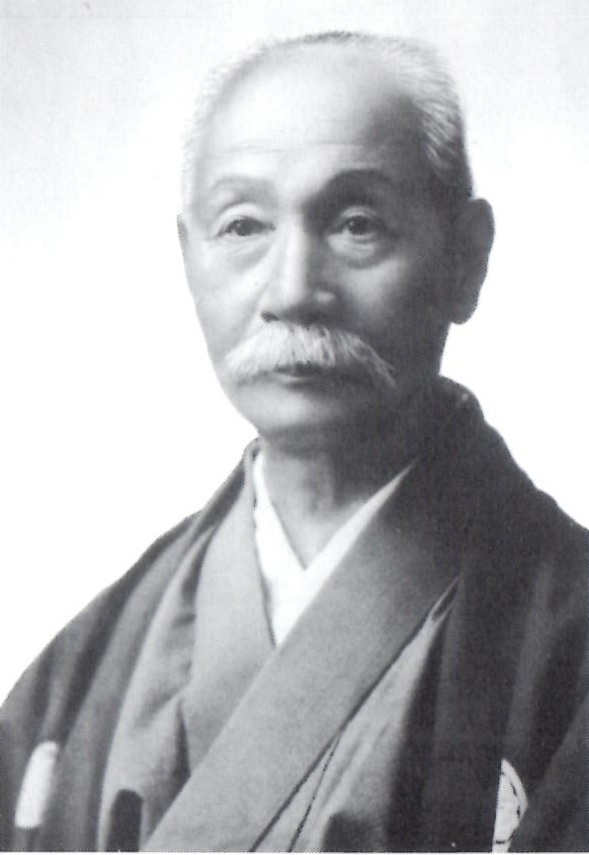
Kusakabe Kimbei

Kusakabe Kimbei (jap. 日下部 金幣) bzw. Kusakabe Kimbē (日下部 金兵衛) (* 1841 in Kōfu; † 1932 in Ashiya) war ein japanischer Fotograf. Er gilt als einer der bedeutendsten Produzenten von Souvenirfotografien im Japan des ausgehenden 19. Jahrhunderts.

## Leben

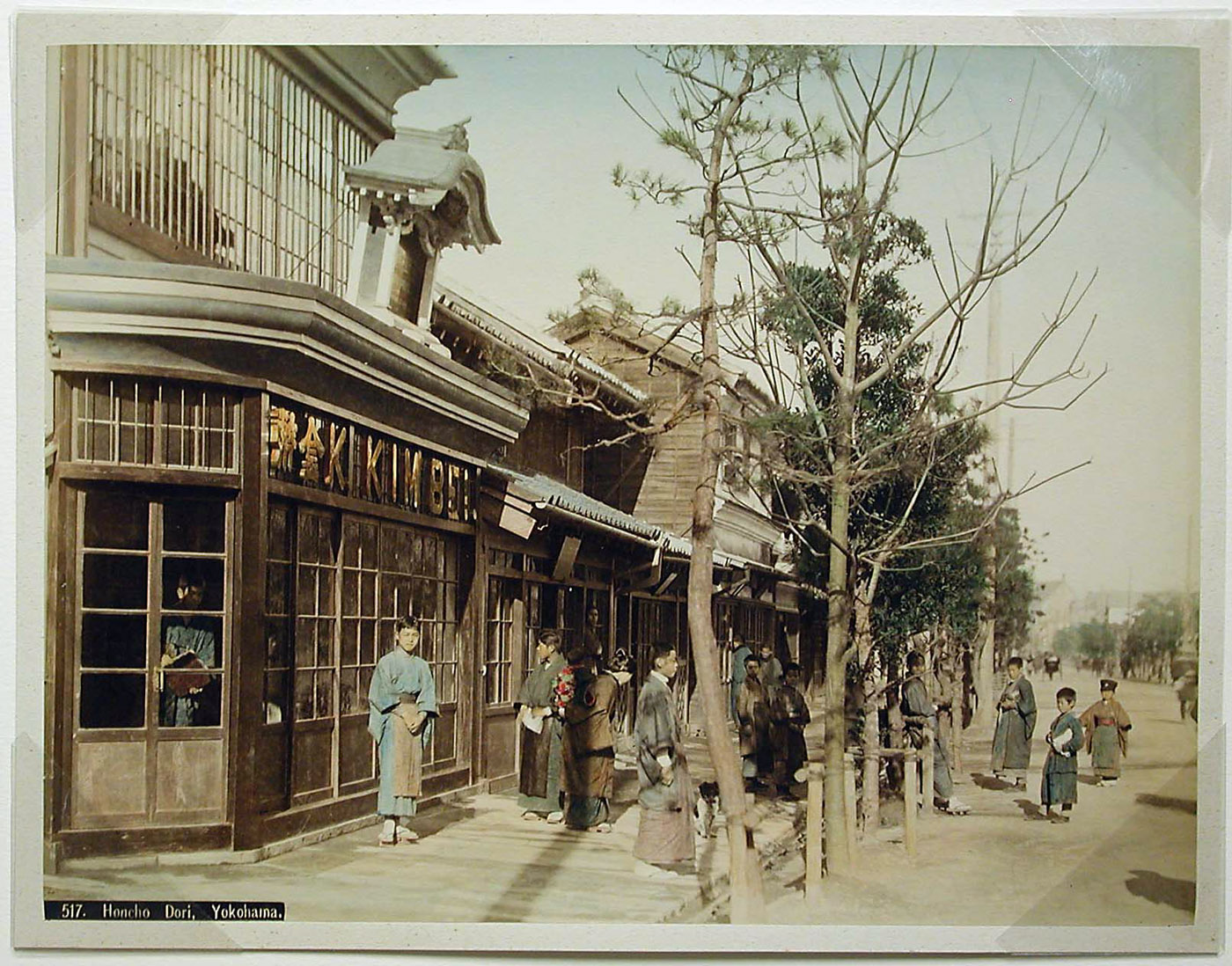
Außenaufnahme des Fotostudios K. Kimbei

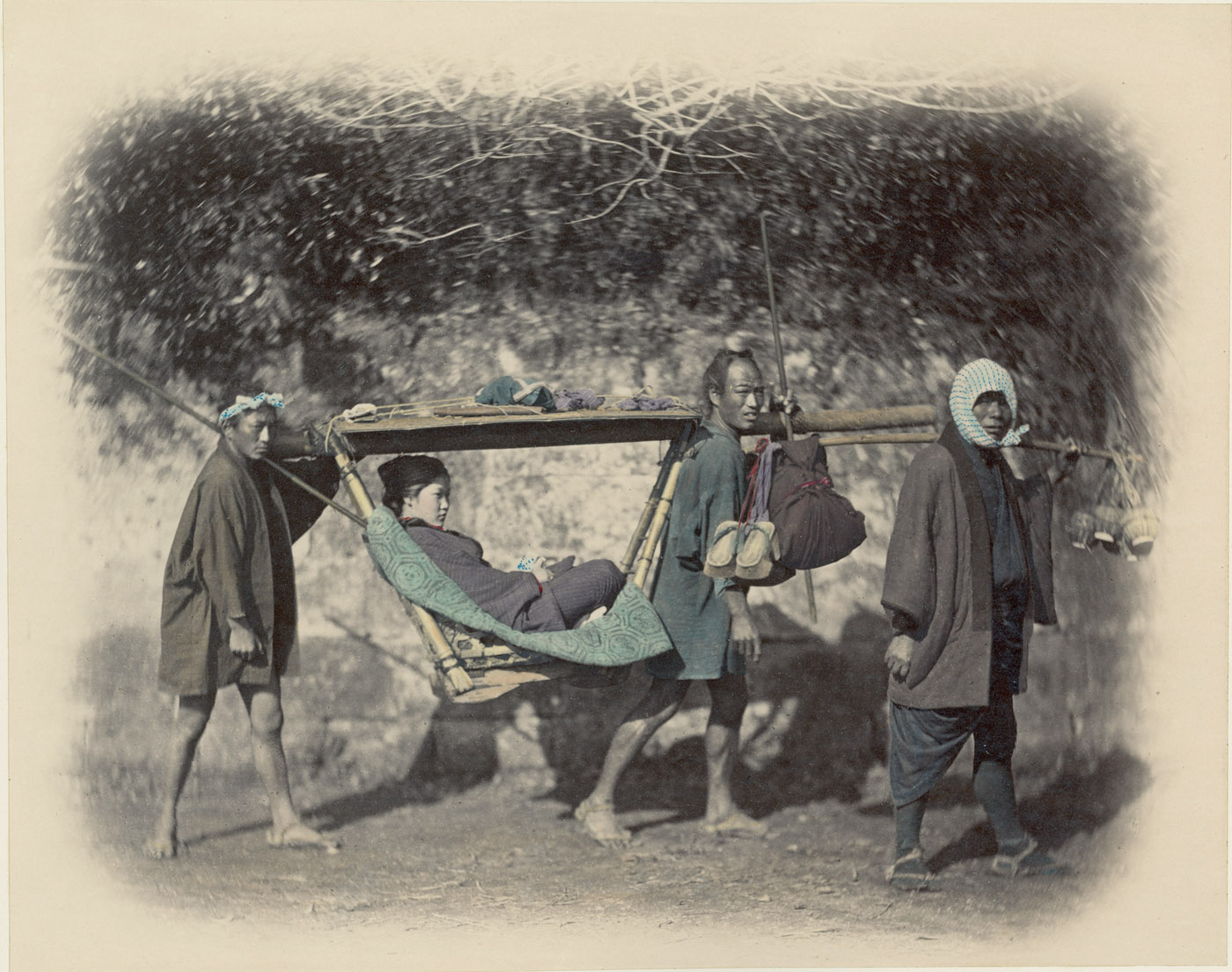
Kango Bearers, in offener Landschaft fotografiert von Felice Beato circa 1868; drei Männer transportieren eine Frau in einer kago (Sänfte)

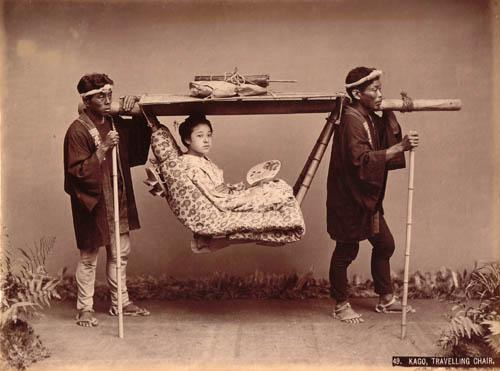
49. Kago, Travelling Chair, im Studio fotografiert von Kusakabe in den 1880ern; zwei Männer transportieren eine Frau in einer kago

Kusakabe wuchs in seiner Geburtsstadt Kōfu auf. Seine Familie trug den Namen Matsuya und war im Tuchhandel tätig. Als Fünfzehn- oder Sechzehnjähriger – der Fotohistoriker Terry Bennett meint als Achtzehnjähriger – ging er nach Yokohama, das sich zu diesem Zeitpunkt zu einer bedeutenden Hafenstadt mit internationalem Fremdenverkehr und zum Zentrum der japanischen Fotografie entwickelte. In den 1860ern und zu Beginn der 1870er arbeitete er zunächst als Colorist und wurde dann Assistent des Fotografen Felice Beato. Dieser setzte stilistische Standards in der Souvenirfotografie Yokohamas. Anschließend hat Kusakabe womöglich Raimund von Stillfried assistiert. Von 1880 bis 1914 führte er schließlich sein eigenes Fotostudio namens K. Kimbei. Weshalb er das Studio unter seinem Vornamen führte, ist unbekannt, jedoch wird von modernen Fotohistorikern vermutet, dass er im Umgang mit Ausländern bemerkte, dass diese seinen Vornamen besser aussprechen und sich einprägen konnten als seinen Nachnamen. In seinem Angebot von Souvenirfotografien fanden sich neben eigenen Werken auch Erzeugnisse anderer Fotografen. So führten Kusakabe wie auch Stillfried und Adolfo Farsari trotz der 1876 erfolgten Einführung eines japanischen Urheberschutzgesetzes (shashin jōrei) Bilder aus dem Katalog Beatos. Sowohl der Weiterverkauf der Bilder als auch deren stilistische Imitation können aber als Hommage oder intellektuelle Herausforderung für den Betrachter gedeutet werden und zeugen von deren kommerziellen Erfolg. Eine weitere Erklärung für die nicht von ihm aufgenommenen Landschaften in seinem Katalog könnte laut Bennett sein, dass Kimbei zunächst Zeit benötigte, seine eigenen Aufnahmen anzufertigen und die Bilder anderer Fotografen ihm als Übergangslösung dienten, um der Käuferschaft ein reichhaltiges Portfolio offerieren zu können.
Terry Bennett zufolge gibt es Hinweise darauf, dass Kimbei nicht von Anfang an gleich ein Studio besaß, sondern zunächst einen Laden für Fotografien betrieb. Es existiert eine 1883 im Japan Directory veröffentlichte Werbeanzeige, in der es keinen Hinweis auf das 1880 in der Nr. 3 eröffnete Fotostudio gab und K. Kimbei sich nun in der Nr. 36 der benten-dōri befand. Ab 1887 geben die Werbeannoncen die Adressen Nr. 36 sowie Nr. 27 an, in letzterer schienen Fotografien nur verkauft worden zu sein. Ein weiteres Geschäft wurde in der Nr. 4 angepriesen, wo nach fotografischen Motiven seidene kakemono erhältlich waren. Spätestens ab 1890 war sein Studio dann in Nummer 7 Honchō-dōri (本町通) in unmittelbarer Nähe zum Rathaus zu finden.
Während Kimbei 1901 noch behaupten konnte, dass sein Studio das größte in Japan sei, ging spätestens ab 1907 der Verkauf von Souvenirfotografien drastisch zurück. Dank technischer Neuerungen, wie zum Beispiel Eastman-Kodak-Apparaten und -filmen, war es nun auch für Laien möglich, ihre Reise fotografisch zu dokumentieren. Neben dem Aufkommen der Ansichtskarten ließ dies den Markt für die ehemals sehr begehrten professionellen Fotografien einbrechen. Kimbei legte nun den Fokus seines Geschäfts darauf, dieses Laien-Klientel zu bedienen. Mittlerweile hatte er auch eine Filiale in der Nr. 22, Ginza Sanchome in Tokio eröffnet.
1885 nahm Kimbei den christlichen Glauben an und wurde in der kaigan-Kirche in Yokohama getauft. Er hatte mindestens zwei Kinder, einen Sohn und eine Tochter. Aufgrund von Desinteresse Seiten des Sohnes übernahm der Schwiegersohn das Geschäft, verstarb jedoch vor Kimbei. Im Alter widmete sich Kimbei vor allem der Malerei und zog 1930 nach Ashiya zu seiner Enkeltochter, damit diese ihn pflegen konnte.

## Werk

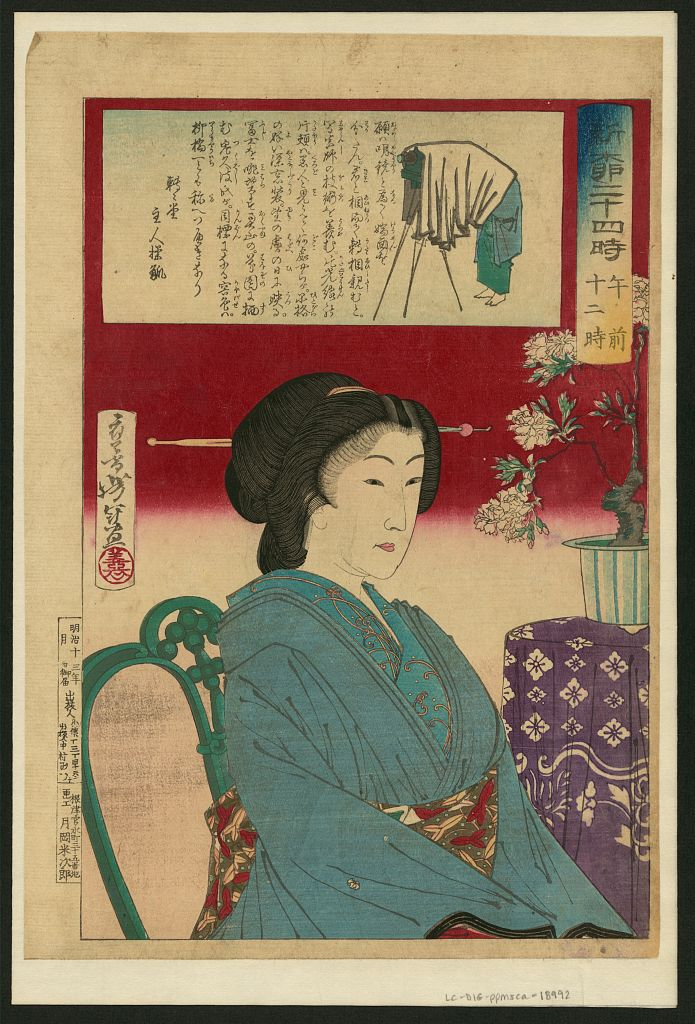
Holzschnitt von Taiso Yoshitoshi, um 1880 – Eine bijin posiert in einem Studio in Yokohama

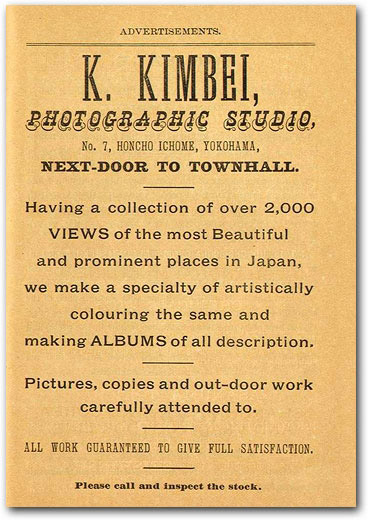
Eine Anzeige für das Fotostudio K. Kimbei von 1893

Die Zuordnung von Fotografien zu Kusakabe, der sein Studio K. Kimbei (金幣写真館, Kimbei shashinkan, dt. „Fotostudio Kimbei“) nannte, erweist sich als schwierig. Das liegt zum einen an der oben beschriebenen Praktik und zum anderen daran, dass Käufer von Souvenirfotografien diese oft aus verschiedenen Studios bezogen und dann in ein Album klebten. Da es um 1880 eine Wende in der japanischen Fotografie gegeben hatte und nun vermehrt japanische Fotografen tätig waren, finden sich neben den Fotografien bereits genannter Fotografen u. a. auch die von Ogawa Kazumasa (小川 一眞; 1860–1929), Suzuki Shin’ichi (鈴木 真一; 1835–1918) und Tamamura Kozaburō (玉村 康三郎; 1856–1923?) in den Alben.
Von den über zweitausend Motiven, die der Katalog des Fotostudios K. Kimbei bot, zeigte die überwiegende Mehrheit Ansichten von beliebten Reisezielen. 416 Motive des Katalogs Photographic Studio K. Kimbei: No. 7 Honcho Dori, Yokohama. Coloured Photographs, Views & Costumes of Japan. Beautfully Colored Transparencis, Magic Lantern Slides von 1893 zeigen die Bräuche Japans. Hiervon bildete die absolute Mehrheit ausschließlich Frauen bei unterschiedlichen Tätigkeiten ab, was in der Souvenirfotografie üblich war.
Die kommerzielle Beliebtheit von Frauen-Porträts stellte die Fotografen jedoch vor das Problem, dass „anständige“ Frauen es zumeist ablehnten, fotografiert zu werden. Die zwei Hauptgründe dafür waren zum einen die realitätsnahe Abbildung, die als zu sinnlich galt und den Körper der Frau für den Kunden verfügbar machte, was als unschicklich bewertet wurde. Zum anderen gab es diverse abergläubische Überzeugungen bei den japanischen Zeitgenossen über die Auswirkungen des Fotografiert-Werdens. Dieses sauge den Lebenssaft aus dem Porträtierten und schwäche dessen Schatten. So wurden oft weibliche Familienangehörige oder die in der ukiyo-e-Tradition der Meiji-Zeit als bijin (schöne Frauen) angesehene kurōto von den Fotografen als Modelle verwandt. Dies waren in der Öffentlichkeit arbeitende Frauen wie yūjo (Kurtisanen), Geishas, rashamen (Prostituierte) und Mädchen, die in Teehäusern beschäftigt wurden. Jene Frauen setzten bereits ihr Aussehen zum besseren Verkauf ihrer Dienstleistungen ein und stockten mit der Arbeit als Foto-Modelle ihr Gehalt auf. Yūjos und Geishas ließen sich zudem bereits für ihre Cartes-de-visite ablichten. Es gab auch Geschäfte in den Großstädten namens shashimpo, die sich auf den Handel mit Geisha-Fotografien spezialisierten.
Auffällig ist Wakita Mio zufolge, dass nur wenige Fotografien Kusakabes – im Katalog werden fünf respektive zwei genannt – rashamen oder Kurtisanen abbildeten. Stattdessen konnten von den mehr als zehn beschäftigten Studio-Modellen sechs als berühmte Geishas aus Tokio identifiziert werden. Seine Modelle inszenierte Kusakabe als Frauen verschiedener sozialer Herkunft.

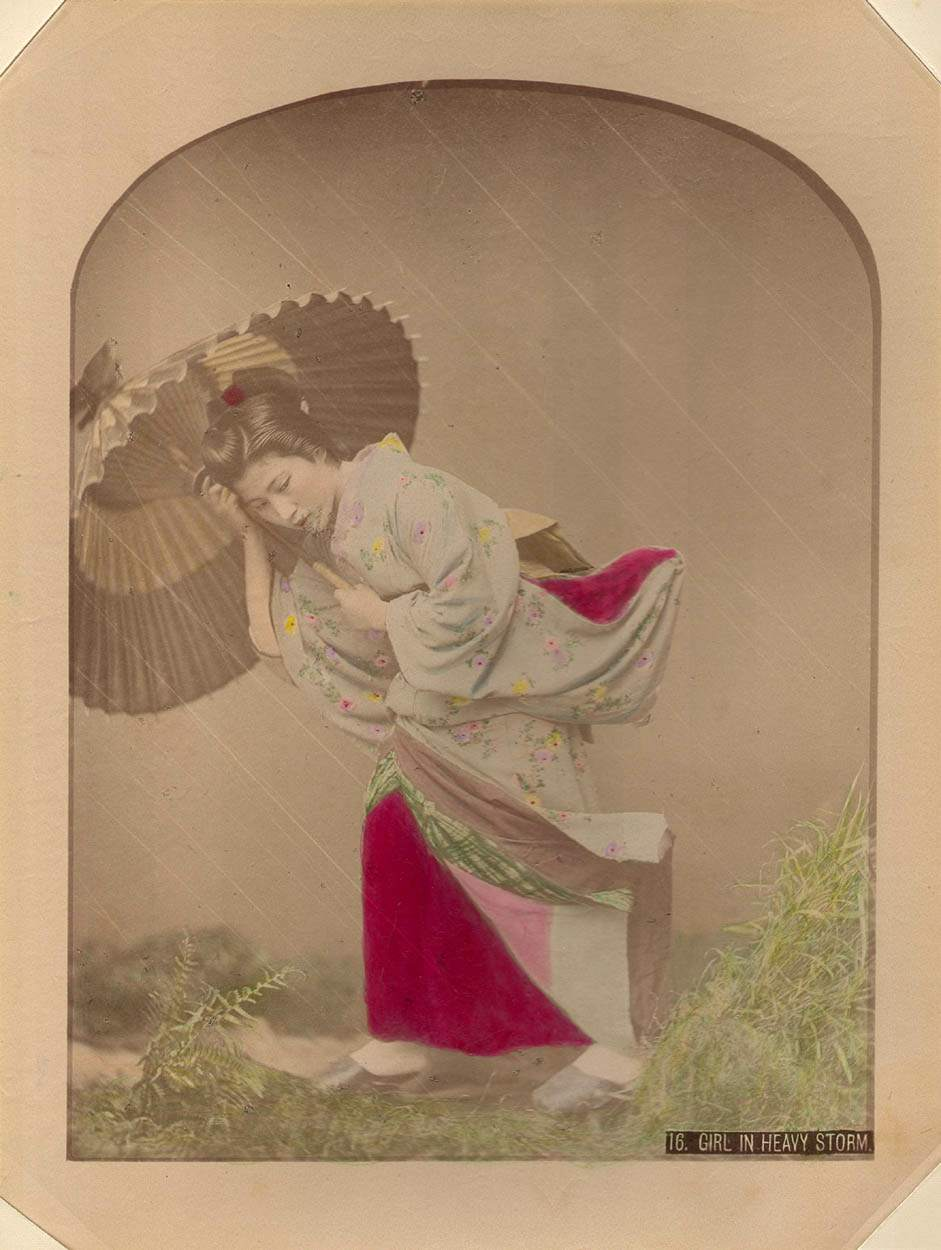
Girl in Heavy Storm, eine Geisha schützt sich beim Voranschreiten mit einem Schirm gegen den Wind.

Der Einsatz von Geishas und die Orientierung an bereits etablierten Ausdrucksformen der bijinga (dt. Bilder von schönen Frauen) erklärt die im Gegensatz zu Bildern Felice Beatos stark ästhetisierte Darstellung der Frauen bei den verschiedenen Handlungen. Ihre Handlungen orientierten sich an den kinkishoga (琴棋書画), die ursprünglich ein Ideal für männliche Literaten darstellten. kin stand für Musik oder das Spiel des koto; ki für das Go-Spiel, sho für die Kalligraphie und ga für die Malerei. Weitere zur Stilisierung von Geishas gehörende Beschäftigungen waren Positionen, in welchen sie einen Fächer hielten oder ein Buch lasen. Eine Fotografie sei Wakita zufolge beispielhaft dafür, dass Kusakabe auch die Inszenierung von Erotik aus den bijinga, oder genauer aus deren Spielart des abuna-e, übernahm. Auf dem Bild mit der Katalog-Nummer 16 mit dem Titel Wind Costume oder Girl in Heavy Storm deckt der „Wind“, also dünne Drähte, die unterste Lage des Kimonos auf, die später in einem kräftigen Rot koloriert wurde. Zudem werden die bestrumpften Füße des Mädchens freigelegt.
Obgleich Geishas dafür bekannt waren, immer die neuesten Trends aufzugreifen, werden sie in Kusakabes Werk sehr konservativ dargestellt. So tragen sie nicht die damals beliebte, von westlichen Moden inspirierte sokuhatsu-Frisur (束髪) sondern vornehmlich die althergebrachte shimada-Frisur (島田). Und dies in einer Zeit, in der eine fundamentale Veränderung des japanischen Körperbildes stattfand, die mit dem Bann des Schwarzfärbens der Zähne und des Rasierens der Augenbrauen bei beiden Geschlechtern des Adels eingeleitet wurde. Zudem sei es laut Wakita bemerkenswert, dass die wahrscheinlich von Stillfried in die japanische Fotografie eingeführte Pose des europäischen Romantizismus nur in einem Bild von Kusakabe Verwendung findet: die Handhaltung mit verschränkten Fingern. Andere japanische Fotografen griffen auf sie zurück, so beispielsweise Tamamura.
Seine durch das nasse Kollodium-Verfahren angefertigten Fotografien wurden auf Albuminpapier kopiert und, wenn gewollt, per Hand von Mitarbeitern koloriert. Viele weisen einen in das Negativ einbelichteten englischsprachigen Titel mit Katalognummer auf. Die von K. Kimbei angebotenen Formate reichten von Carte de visite bis zu 32 mal 24 inches. Ersteres kostete im Dutzend uncoloriert zwischen zwei (1892) und zweieinhalb (1894) Dollar, letztgenanntes, das zusammengesetzt war und von dem der Recherche Bennetts folgend kein Exemplar überliefert worden ist, drei Dollar das Stück.

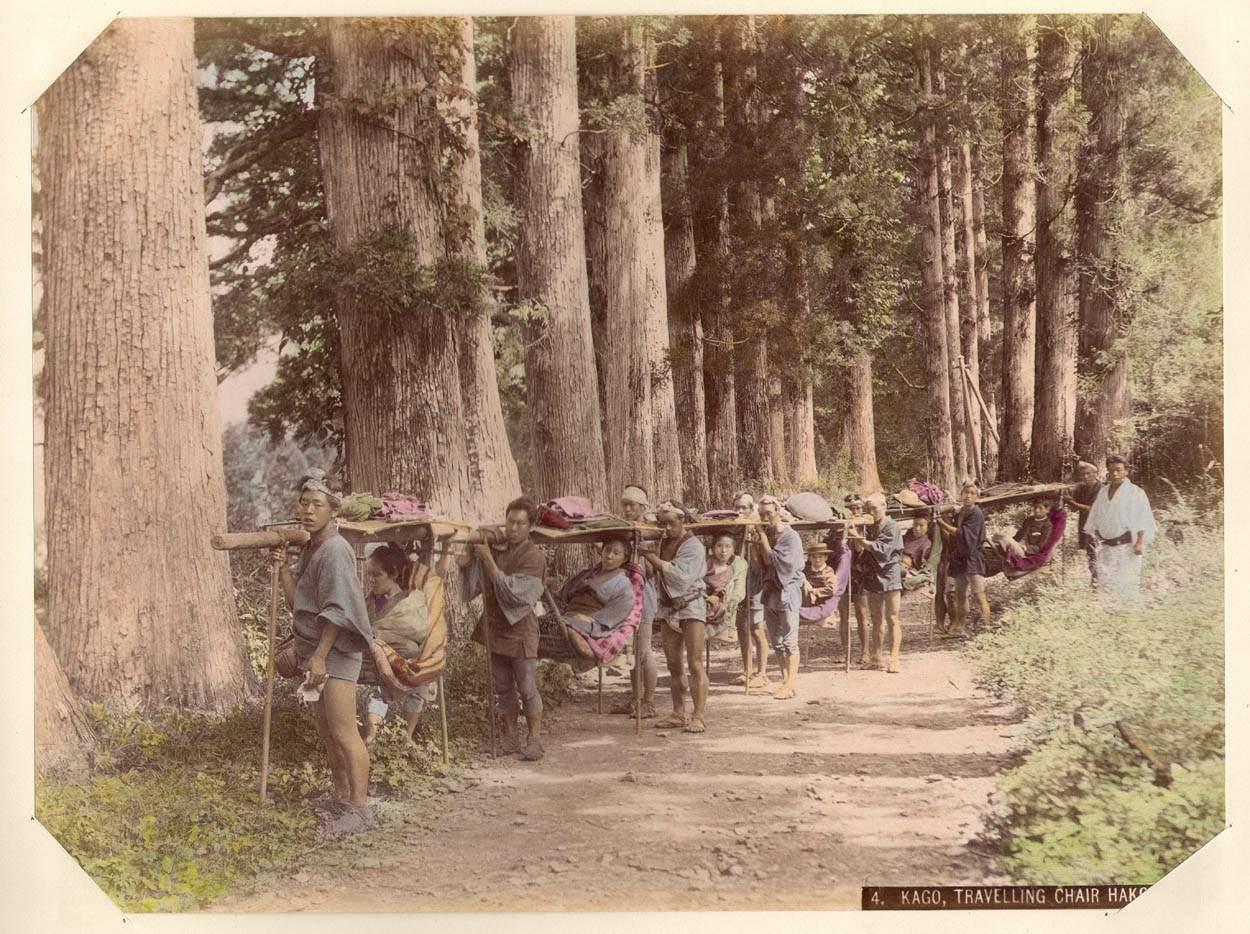
4 Kago, Travelling Chair, Hakone Road – eine Reisegruppe bei einer Rast auf dem Weg nach Hakone
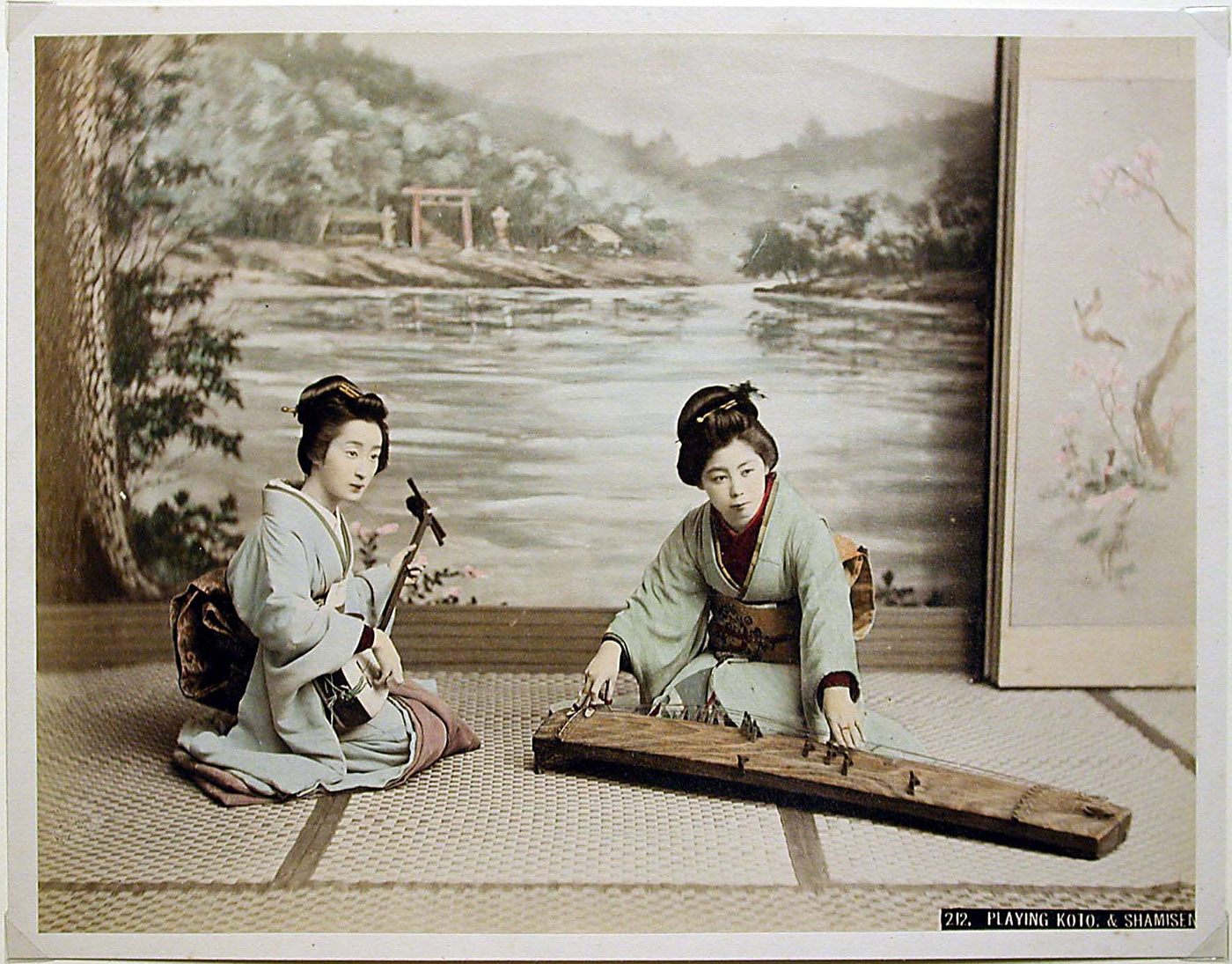
212 Playing koto and shamisen – eine shamisen- (links) sowie eine koto-Spielerin (rechts)
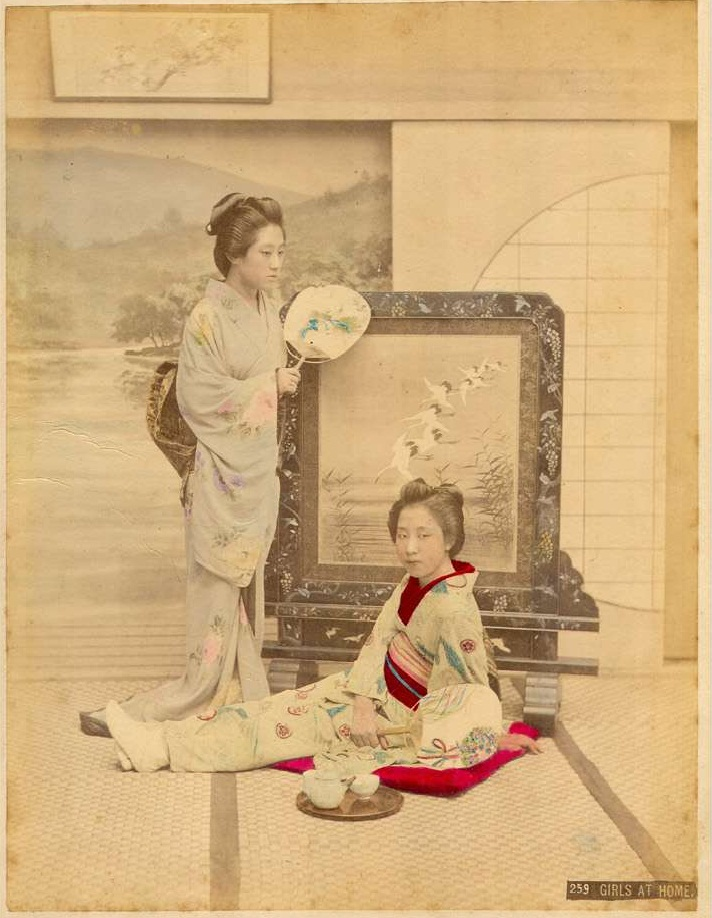
259 Girls at Home – Zwei Mädchen mit Fächern in der Hand
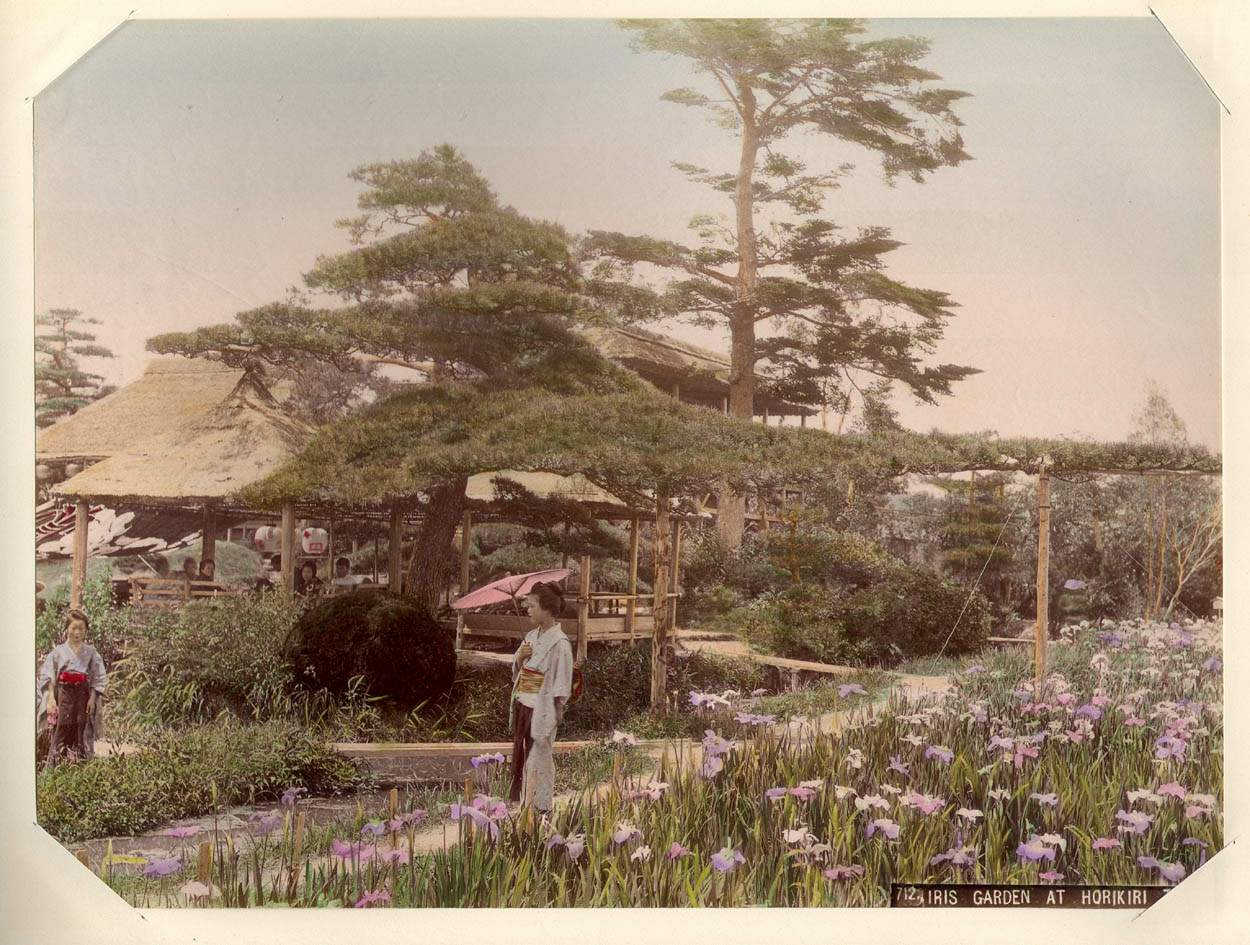
712 Iris Garden at Horikiri, Tokio – Der Iris-Garten in Horikiri (堀切菖蒲園, Horikiri shōbuen), Tokyo
Yumoto lake at Nikkō, Tochigi (日光市), Japan